# Côte-d'Or
 Côte-d'Or (v překladu Zlatý svah) je francouzský departement ležící v regionu Burgundsko-Franche-Comté. Centrem departmentu je město Dijon.

## Geografie

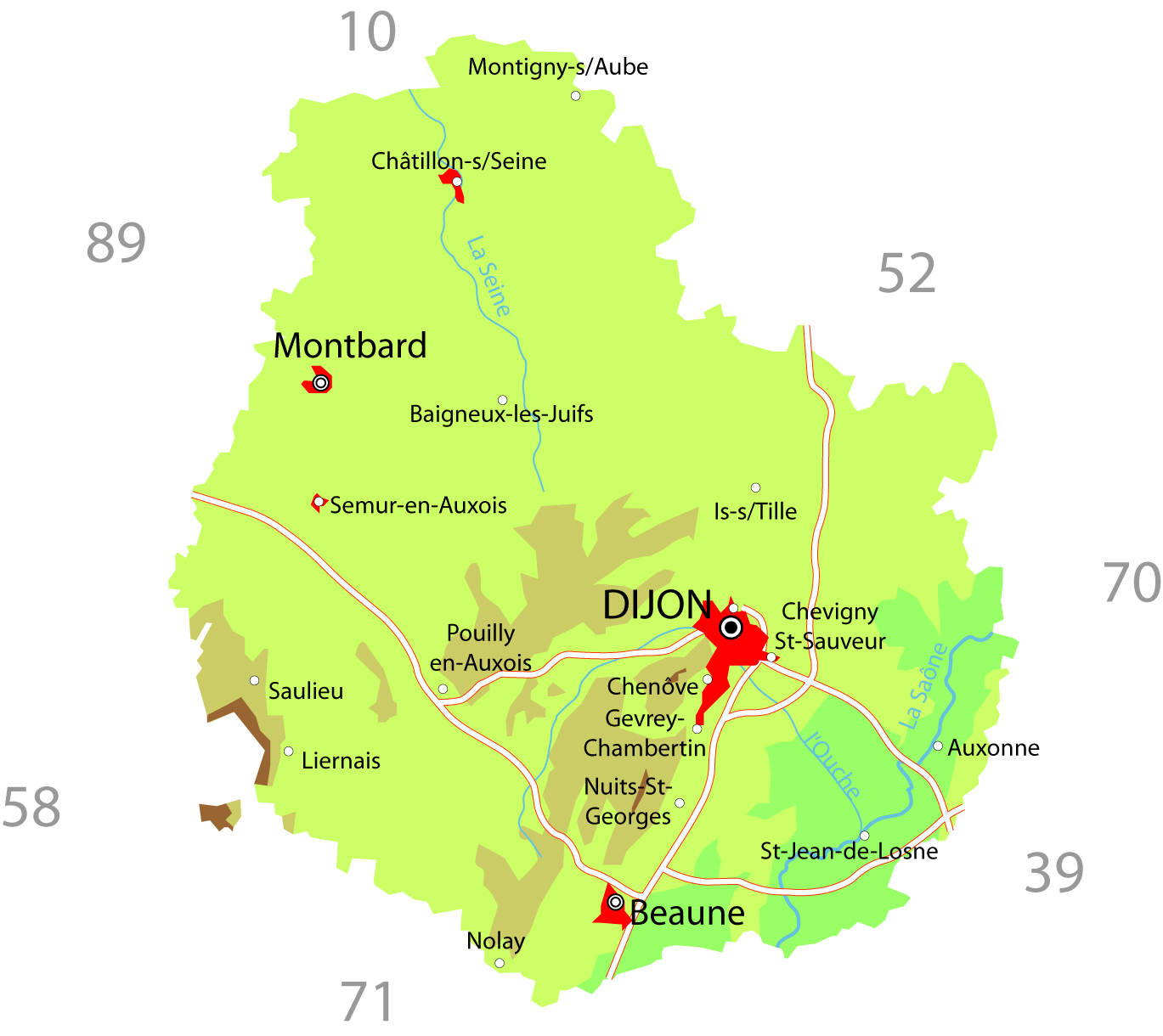
Mapa Côte-d'Or

## Externí odkazy

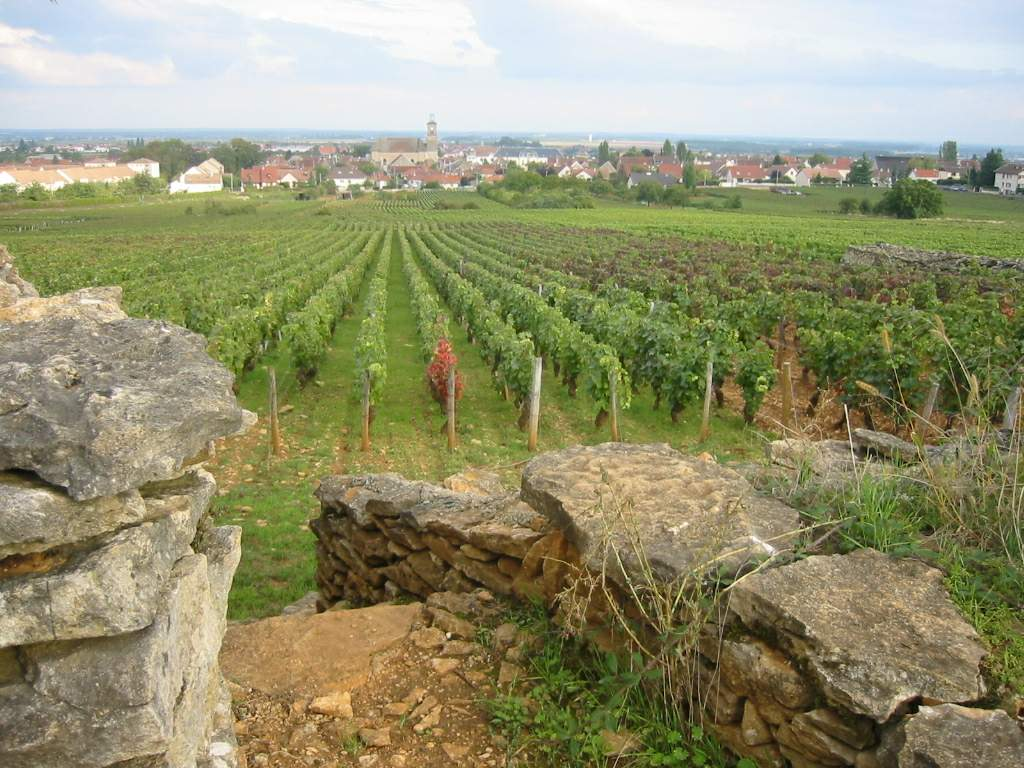
Typická krajina s vinicemi

## Nejvýznamnější města
- Beaune
- Dijon
- Montbard

## Administrativní rozdělení
| Arrondissement | Počet obyvatelr (1999) | Rozloha (km²) | Hustota zalidnění | Počet kantonů | Počet obcí |
| -------------- | ---------------------- | ------------- | ----------------- | ------------- | ---------- |
| Beaune         | 92.131                 | 2118          | 43                | 10            | 194        |
| Dijon          | 350.448                | 3049          | 115               | 21            | 259        |
| Montbard       | 64.176                 | 3596          | 18                | 12            | 254        |